# M7 (багнет-ніж)

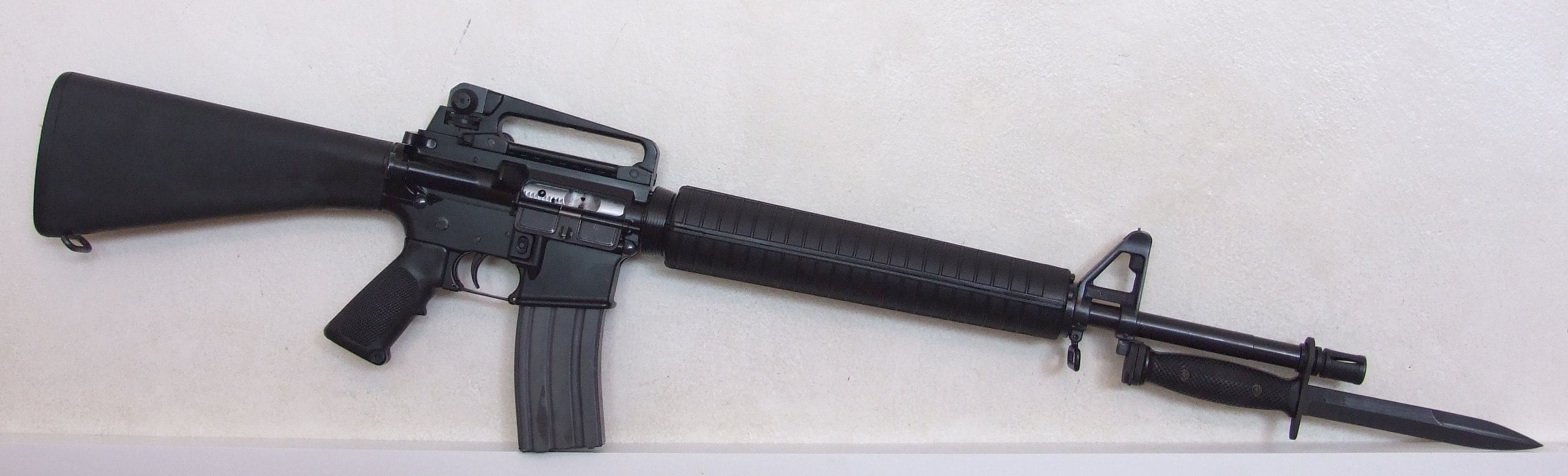
Гвинтівка M16A4 зі штик-ножом M7

M7 (багнет-ніж) (англ. M7 bayonet, (NSN 1095-00-017-9701) — багнет-ніж для використання на 5,56-мм американській штурмовій гвинтівці M16. Багнет M7 також використовувався на деяких бойових рушницях американського виробництва, таких як Remington 870 і Mossberg 500 і 590.
Перші багнети Colt M7 були виготовлені в 1961—1962 роках компанією Universal Industries у Вест-Гейвені, Коннектикут. Вони мали зелену пластикову рукоятку, яка нагадувала шкіряну багнетну рукоятку M4 часів Другої світової війни. Оскільки карабін M1 все ще використовувався, було більш доцільним, щоб багнет M7 використовував ті самі чорні пластикові елементи ручки, які вже були використані для післявоєнного багнета M4.

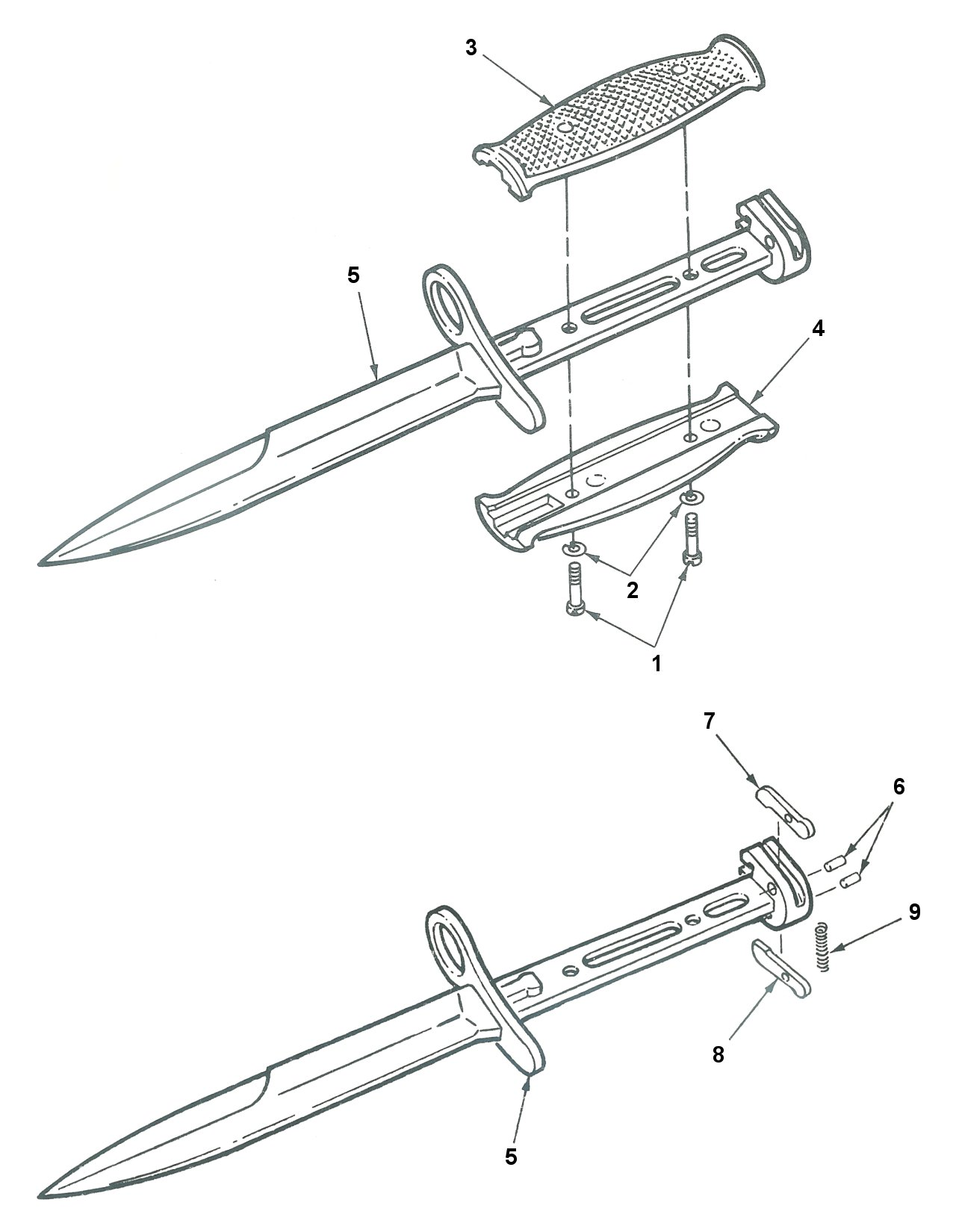
Структура багнет-ножа M7

## Опис
Багнет-ніж M7 дуже схожий на старий багнет M4 з пластиковими ручками часів Корейської війни для карабінів M1/M2, за винятком того, що M7 має набагато більше дульне кільце. M7 має такий самий двоважільний механізм замикання, що й M4, який з'єднується з виступом на стволі гвинтівки M16. Багнет-ножі M4 (карабін M1/M2), M5 (гвинтівка M1) і багнет M6 (гвинтівка M14) походять від бойового ножа M3 часів Другої світової війни.
M7 відрізняється від багнета M6 для гвинтівки M14. Особливо помітно діаметр дульних кілець і механізм замикання. Механізм розблокування M7 знаходиться на наконечнику, а M6 має підпружинений важіль біля щитка, який при натисканні відпускає багнет. Обидві моделі мають приблизно однакову довжину, однакове чорне покриття та використовують оболонку M8A1 (NSN 1095-508-0339) або пізнішу M10 (NSN 1095-00-223-7164).
Довжина леза M7 з вуглецевої сталі 1095 становить 171 мм із загальною довжиною 298 мм. Ширина леза становить 22 мм, а вага приблизно 272 г. Один край заточений на всю довжину, тоді як протилежний бік леза заточений приблизно на 7,6 мм. На самому лезі немає маркування. Ініціали або назва виробника разом із «US M7» вибиті під поперечиною. Нековзке руків'я виготовлено з формованого чорного пластику. Сталеві деталі мають рівномірне темно-сіре/чорне паркерне покриття.
Багнет M7 NSN — це NSN 1095-00-017-9701. Першим підрядником була компанія Bauer Ord. Colt (виробник M16) і Ontario Knife Company виготовили багато багнетів M7 для військових і продовжують виготовляти та продавати їх комерційно. Інші виробники — Carl Eickhorn [для Colt], Columbus Milpar & Mfg. (MIL-PAR), Conetta Mfg., Frazier Mfg., General Cutlery (GEN CUT) і Imperial Knife. M7 також виготовлявся в Канаді, Західній Німеччині, Філіппінах, Сінгапурі, Ізраїлі, Південній Кореї та Австралії.
M7 був частково замінений в армії багнетом M9, а Корпус морської піхоти замінив його багнетом OKC-3S. Армія, ВМС і ПС США все ще використовують M7.